# Fernando Muslera
Néstor Fernando Muslera Micol (Buenos Aires, 16. lipnja 1986.) urugvajski je nogometaš koji igra na poziciji vratara. Trenutačno igra za argentinski klub Estudiantes.

## Klupska karijera
Muslera je započeo svoju karijeru u Club Nacional de Football, klub iz svog rodnog grada. U kolovozu 2007. je Muslera došao za tri milijuna eura u Lazio. Arsenal, Inter i Juventus su bili zainteresirani. 2011. prešao je u Galatasaray.
Dana 16. rujna 2007. je Muslera debitirao za Lazio u Serie A protiv Cagliari (2:2).

## Reprezentativna karijera
Muslera je trenutačno prvi vratar urugvajske nogometne reprezentacije. Dana 10. listopada 2009. je debitirao za urugvajsku nogometnu reprezentaciju u utakmici protiv ekvadorske nogometne reprezentacije (koji je osvojio Urugvaj, 2:1). Muslera je odabran za Svjetsko prvenstvo 2010. u Južnoj Africi. 2011. je s urugvajskom reprezentacijom osvojio Copu Américu.

## Vanjske poveznice
- Profil na Transfermarktu
- Profil na Soccerwayu